# 최창무
최창무(崔昌武, 1936년 9월 15일 - )는 천주교 광주대교구 제8대 교구장을 지낸 은퇴 대주교이다. 세례명은 안드레아이다.

## 생애
1936년 경기도 파주군 문산읍에서 태어났으며, 성신고등학교를 졸업하고, 가톨릭대 신학부 3년을 수료하였다 1962년 독일 프라이부르크대학교를 학사 학위하였다. 1963년에 사제서품을 받아 신부가 되었다. 1969년 다시 독일 프라이부르크 대학교에서 박사학위를 받는다.
1966년 명동성당에서 보좌신부로 있었으며 박사학위를 받고 돌아온 1970년부터 1995년까지 가톨릭대학교 교수를 지냈다. 1979년에 가톨릭대학 제11대 학장을 지냈고, 1991년에 가톨릭대학 제16대 학장을 지냈다. 가톨릭대학이 가톨릭대학교로 승격되자 1992년부터 1995년 2월까지 초대 총장을 지냈다.
1994년에는 교황 요한 바오로 2세에 의해 서울대교구 보좌주교로 임명되어 푸르멘피센세의 명의주교로주교서품을 받았으며, 1999년에는 광주대교구의 교구장 승계권을 가지는 부교구장대주교로 임명되었다. 2000년 교구장인 윤공희 대주교가 고령의 나이로 은퇴하자, 광주대교구 교구장직을 승계하였다.
2002년부터 2005년까지 한국천주교주교회의 의장을 지냈으며, 현재는 교황청 인류복음화성 위원과 한국천주교주교회의 신앙교리위원회 위원장을 지내고 있다.